# Joaquín Nin
Joaquín Nin (en catalan : Joaquim Nin i Castellanos), né à La Havane le 29 septembre 1879, mort dans la même ville le 24 octobre 1949, est un pianiste et compositeur cubain de la première moitié du XXe siècle.

## Biographie
Il est le fils de l'écrivain catalan Joaquin Nin Tudó et la cubaine de Camagüey Àngela Castellanos Perdomo. La famille s'installe à Barcelone en 1880, et c'est dans cette ville que le jeune Joaquín devient l'élève au piano de Carles G. Vidiella et suit des cours à l'Insitució Catalana de Música. Il donne ses premiers concerts. Âgé d'à peine 20 ans, il part pour La Havane, tente de s'intégrer au milieu artistique, et propose des leçons de piano. Le 8 avril 1902, il épouse la chanteuse cubaine Rosa Culmell Vaurigaud (1871-1954), d'origine franco-danoise. Il accompagne son épouse pour une tournée européenne. C'est à Paris que naît leur premier enfant, la future autrice Anaïs Nin. Vincent d'Indy à la Schola Cantorum le recrute alors comme assistant dans les spécialités du chant grégorien, de l'harmonie et du contrepoint. Il en profite pour se perfectionner auprès de Moritz Moszkowski. De 1905 à 1908, il est nommé professeur à la Scola. C'est durant cette période qu'il interprète au piano de la musique ancienne pour clavier, dont celle de Jean-Sébastien Bach et de ses fils, relativement oubliés à cette époque. Il effectue de nombreuses tournée en tant qu'interprète, accompagné de son épouse au chant. Lors d'un nouveau séjour à La Havane en 1905, naît leur deuxième enfant, Thorvald Nin Culmell, qui deviendra un homme d'affaires (mort en 1991). 
Il part ensuite pour Berlin en 1908 : durant ce séjour allemand, naît son troisième enfant, Joaquín Nin-Culmell, futur compositeur et pianiste de renom. Un bref retour à La Havane et un projet avorté de conservatoire national cubain le décide à revenir en Europe. Il s'installe à Bruxelles entre 1909 et 1911. Il vit principalement à Paris de 1912 à 1939, travaillant à la Scola, donnant des conférences et composant. Il effectue de nombreux séjours à La Havane et Madrid. 
Il part pour Cuba en 1940. Il est un temps à New York au moment de la guerre, puis passe par Buenos Aires où il effectue son dernier enregistrement en 1943. Il est le rédacteur en chef de la  Revista Bimestral de Arte y Crítica (La Havane, 1940-1946). Il meurt à La Havane en 1949.
Il est connu principalement pour ses arrangements de musique populaire espagnole et sa redécouverte de musiques anciennes. Il fut l'ami de Maurice Ravel et l'un des témoins de la genèse du Boléro en 1928. Il fut membre de l'Académie royale des beaux-arts Saint-Ferdinand de Madrid et nommé en juin 1929 chevalier de la Légion d'honneur,. Au piano, il a interprété de la musique ancienne pour clavier, dont celle de J.S. Bach.
Il a écrit plusieurs essais sur les problèmes d'esthétique : Pour l'Art (Paris, 1909), Idées et commentaires (1912), Clavecin ou piano (1921) et Las tres grandes escuelas.
Il a publié deux recueils de musique espagnole pour le clavier : 16 Sonates anciennes d'auteurs espagnols (Paris, 1925) et 17 Sonates et pièces anciennes d'auteurs espagnols (Paris, 1929). Ces recueils contiennent les premières éditions contemporaines du Padre Antonio Soler. Il a aussi publié Sept chants lyriques espagnols anciens (1926) et Sept chansons picaresques espagnoles anciennes (1926), 10 pièces pour violon et piano de Herrando (Paris, 1937).
Anaïs Nin a laissé dans son Journal intime un témoignage de son père en Don Juan impénitent, qui fut, avec elle, d'une extrême violence.

## Œuvres
Pièces pour voix et piano :
- 20 Cantos españoles pour voix et piano (1923)
- 10 Noëls espagnols pour voix et piano (1932)

Pièces pour violon et piano :
- Au jardin de Lindaraja pour violon et piano (1927)
- 5 Comentarios pour violon et piano (1929)

Pièces pour piano :
- Danza iberica (1926)
- Mensaje a Claude Debussy (1929)
- Cadena de valses (1929)
- « 1830 » variaciones (1930)
- Canto de cuna para los herfanos de España (1939)

## Représentation
En 2008, l'écrivaine cubaine Daína Chaviano en fait un personnage dans son roman L'île des amours éternelles (roman cubain le plus traduit de tous les temps[réf. nécessaire], médaille d’Or du concours des Florida Book Awards).